# Бонтрон, Боб
Ро́берт По́ллок Бо́нтрон (англ. Robert Pollock Bonthron; 1880 — дата смерти неизвестна), более известный как Боб Бонтрон (англ. Bob Bonthron) — шотландский футболист, выступавший на позиции правого защитника. Наиболее известен по своим выступлениям за клуб «Манчестер Юнайтед» с 1903 по 1907 годы.

## Футбольная карьера
Бонтрон родился в Бернтайленде, Файф. Играл за шотландские клубы «Рэйт Роверс» (1900—1902) и «Данди» (1902—1903). В мае 1903 года перешёл в английский «Манчестер Юнайтед». Дебютировал за «красных» 5 сентября 1903 года в матче Второго дивизиона против «Бристоль Сити». На протяжении трёх сезонов выступал за «Юнайтед» во Втором дивизионе. По итогам сезона 1905/06 «Юнайтед» завоевал право вернуться в Первый дивизион. Бонтрон отыграл за «Юнайтед» один сезон в высшей лиге, но проиграл конкуренцию за место правого защитника Дику Холдену, после чего покинул команду в мае 1907 года. Всего он провёл за «Манчестер Юнайтед» 134 матча и забил 3 гола.
Во время выступления за «Манчестер Юнайтед» Боб был вовлечён в серьёзный инцидент, произошедший в матче против «Брэдфорд Сити» на стадионе «Вэлли Пэрейд» 10 февраля 1906 года. На протяжении матча Боб плотно опекал на своём правом фланге выступающего на позиции левого инсайда игрока «Брэдфорда» Джеймса Конлина, что сопровождалось стычками между игроками. Матч завершился разгромной победой «Юнайтед» со счётом 5:1. Болельщики «Брэдфорда», раздосадованные поражением и стычками Бонтрона с Конлином, по окончании матча закидали команду гостей разными предметами и попытались атаковать самого Бонтрона. После этого инцидента собралась специальная комиссия Футбольной лиги, предъявившая обвинения нарушителям общественного порядка, а также закрывшая стадион «Брэдфорд Сити», «Вэлли Пэрейд», на две недели, с 1 по 14 марта 1906 года.
В мае 1907 года Бонтрон перешёл в «Сандерленд», в котором провёл один сезон, сыграв в 24 матчах. В следующем году он перешёл в «Нортгемптон Таун», с которым выиграл Южную футбольную лигу в сезоне 1908/09. Сезон 1910/11 провёл в составе клуба «Бирмингем», после чего вернулся в Шотландию, где выступал за «Эйрдрионианс» и «Лит Атлетик».